# Parapetí
Il Parapetí (in spagnolo Río Parapetí) è un fiume della Bolivia che ha la sua sorgente nelle Ande, attraversa il Chaco boliviano per svuotarsi infine, dopo 500 km, nella depressione Bañados de Izozog. Qui la maggior parte della sua acqua evapora.
Nelle stagioni di piogge abbondanti, il fiume Parapetí comunica con il fiume San Miguel, appartenente al bacino idrografico del fiume Madeira. Inoltre, in questi casi, il Parapetí alimenta in modo considerevole anche il bacino idrografico del fiume Paraguay.
L'area del suo bacino (Bañados di Izozog inclusa) è 61 903 km².
Il 17 settembre 2001 la Bolivia ha decretato territorio protetto le zone umide formate dal fiume Parapetí e Bañados di Izozog secondo i principi della Convenzione di Ramsar.